# Sudão nos Jogos Olímpicos de Verão de 2024
Sudão participou dos Jogos Olímpicos de Verão de 2024, realizados em Paris, na França. Foi a 14.ª aparição do país nos Jogos Olímpicos de Verão desde a estreia em Roma 1960.
Foi representado por quatro atletas que competiram no atletismo, remo e natação, mas nenhum conquistou medalhas.

## Competidores
Esta foi a participação por modalidade nesta edição:
| Esporte   | Masculino | Feminino | Total |
| --------- | --------- | -------- | ----- |
| Atletismo | 1         | 0        | 1     |
| Natação   | 1         | 1        | 2     |
| Remo      | 1         | 0        | 1     |
| Total     | 3         | 1        | 4     |

## Desempenho

### Atletismo
Masculino
Eventos de estrada
| Atleta         | Evento   | Final   | Final | Ref.  |
| Atleta         | Evento   | Tempo   | Pos.  | Ref.  |
| -------------- | -------- | ------- | ----- | ----- |
| Yaseen Abdalla | Maratona | 2:11:41 | 33    | [ 5 ] |

### Natação
Masculino
| Atleta       | Evento       | Eliminatórias | Eliminatórias | Semifinal   | Semifinal   | Final       | Final       | Ref.  |
| Atleta       | Evento       | Tempo         | Pos.          | Tempo       | Pos.        | Tempo       | Pos.        | Ref.  |
| ------------ | ------------ | ------------- | ------------- | ----------- | ----------- | ----------- | ----------- | ----- |
| Ziyad Saleem | 200 m costas | 2:01.44       | 27            | Não avançou | Não avançou | Não avançou | Não avançou | [ 6 ] |

Feminino
| Atleta         | Evento      | Eliminatórias | Eliminatórias | Semifinal   | Semifinal   | Final       | Final       | Ref.  |
| Atleta         | Evento      | Tempo         | Pos.          | Tempo       | Pos.        | Tempo       | Pos.        | Ref.  |
| -------------- | ----------- | ------------- | ------------- | ----------- | ----------- | ----------- | ----------- | ----- |
| Rana Saadeldin | 100 m livre | 1:04.72       | 29            | Não avançou | Não avançou | Não avançou | Não avançou | [ 7 ] |

### Remo
Masculino
| Atleta        | Evento        | Baterias | Baterias | Repescagem | Repescagem | Quartas | Quartas | Semifinais | Semifinais | Final   | Final | Ref.  |
| Atleta        | Evento        | Tempo    | Pos.     | Tempo      | Pos.       | Tempo   | Pos.    | Tempo      | Pos.       | Tempo   | Pos.  | Ref.  |
| ------------- | ------------- | -------- | -------- | ---------- | ---------- | ------- | ------- | ---------- | ---------- | ------- | ----- | ----- |
| Abdalla Ahmed | Skiff simples | 7:46.45  | 6 R      | 7:55.79    | 5 SE/F     | Bye     | Bye     | 8:10.68    | 5 FF       | 7:38.51 | 33    | [ 8 ] |

Legenda: FA = Final A (disputa de medalha); FB = Final B (sem disputa de medalha); FC = Final C (sem disputa de medalha); FD = Final D (sem disputa de medalha); FE = Final E (sem disputa de medalha); FF = Final F (sem disputa de medalha); SA/B = Semifinais A/B; SC/D = Semifinais C/D; SE/F = Semifinais E/F; QF = Quartas; R = Repescagem